# Yuya Takazawa
Yuya Takazawa (髙澤 優也 Takazawa Yūya?, Katsushika, Tokio, 19 de febrero de 1997) es un futbolista japonés que juega como delantero en el Thespakusatsu Gunma de la J2 League.

## Trayectoria
En 2019 se unió al Thespakusatsu Gunma de la J3 League.

## Clubes
| Club                         | País  | Año       |
| ---------------------------- | ----- | --------- |
| Thespakusatsu Gunma          | Japón | 2019      |
| Oita Trinita                 | Japón | 2020-2022 |
| Albirex Niigata (cedido)     | Japón | 2021      |
| Giravanz Kitakyushu (cedido) | Japón | 2022      |
| F. C. Machida Zelvia         | Japón | 2023      |
| Thespakusatsu Gunma          | Japón | 2024-     |